# Manfred Aragoński
Manfred Aragoński (ur. 1306, zm. 9 listopada 1317) – Książę Aten w latach 1312–1317.
Był synem Fryderyka II, króla Sycylii, i Eleonory Andegaweńskiej. Regencję w jego imieniu sprawował jako namiestnik Berenguer Estanyol.